# Giuseppe Vittorio Cerini

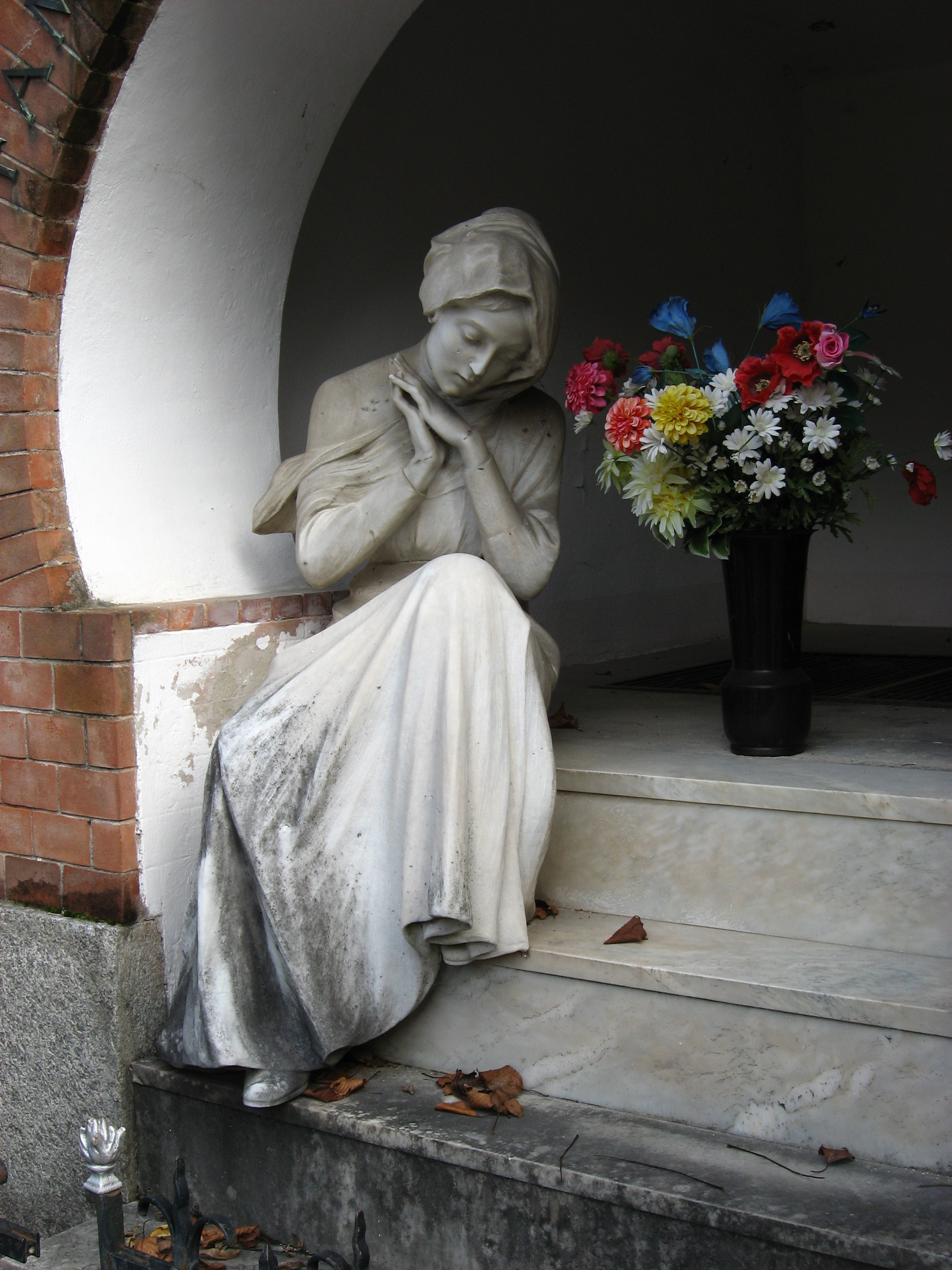
Scultura di Giuseppe Vittorio Cerini (1862-1935)

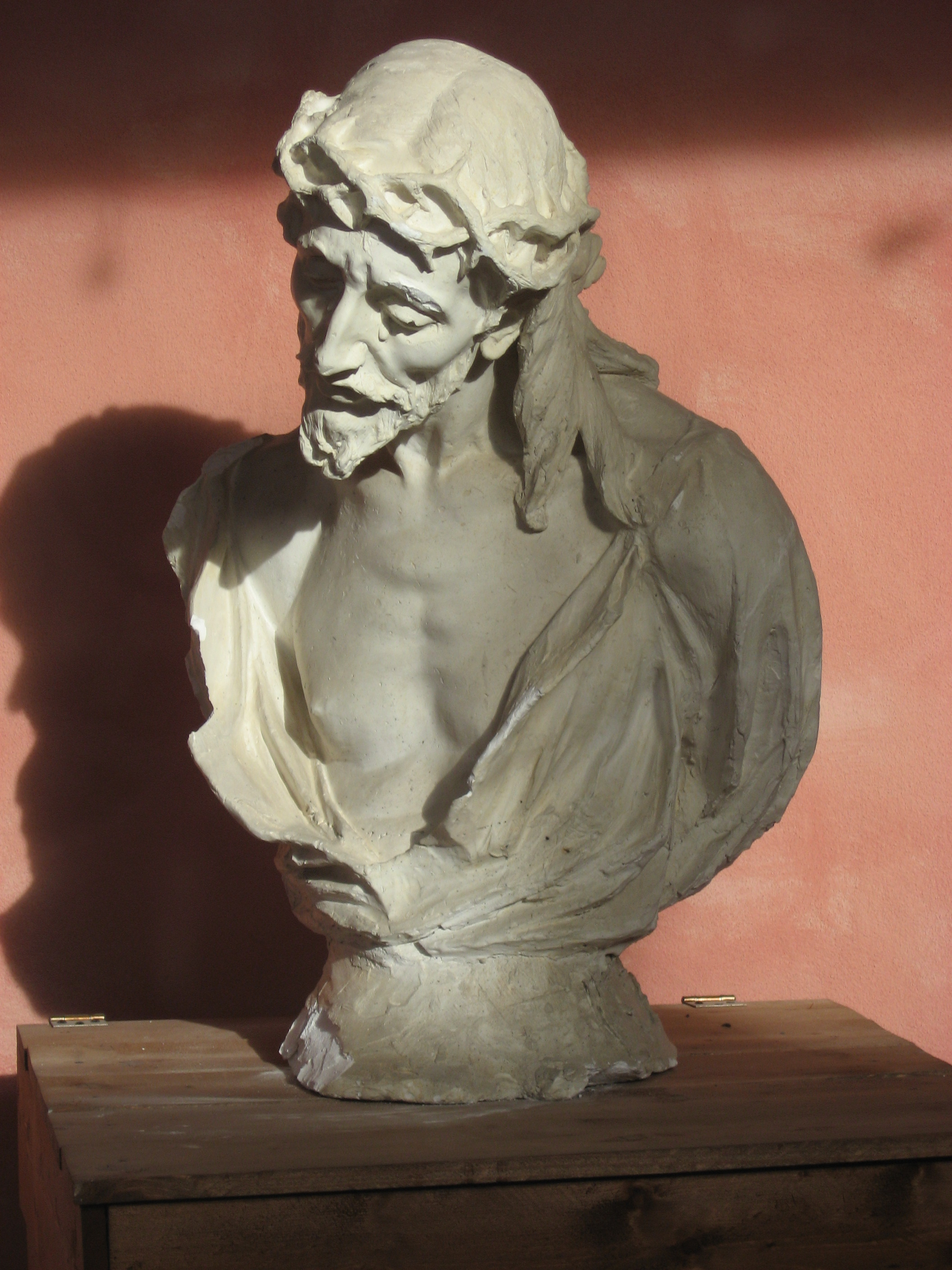
Cristo Redentore: opera in gesso di Giuseppe Vittorio Cerini

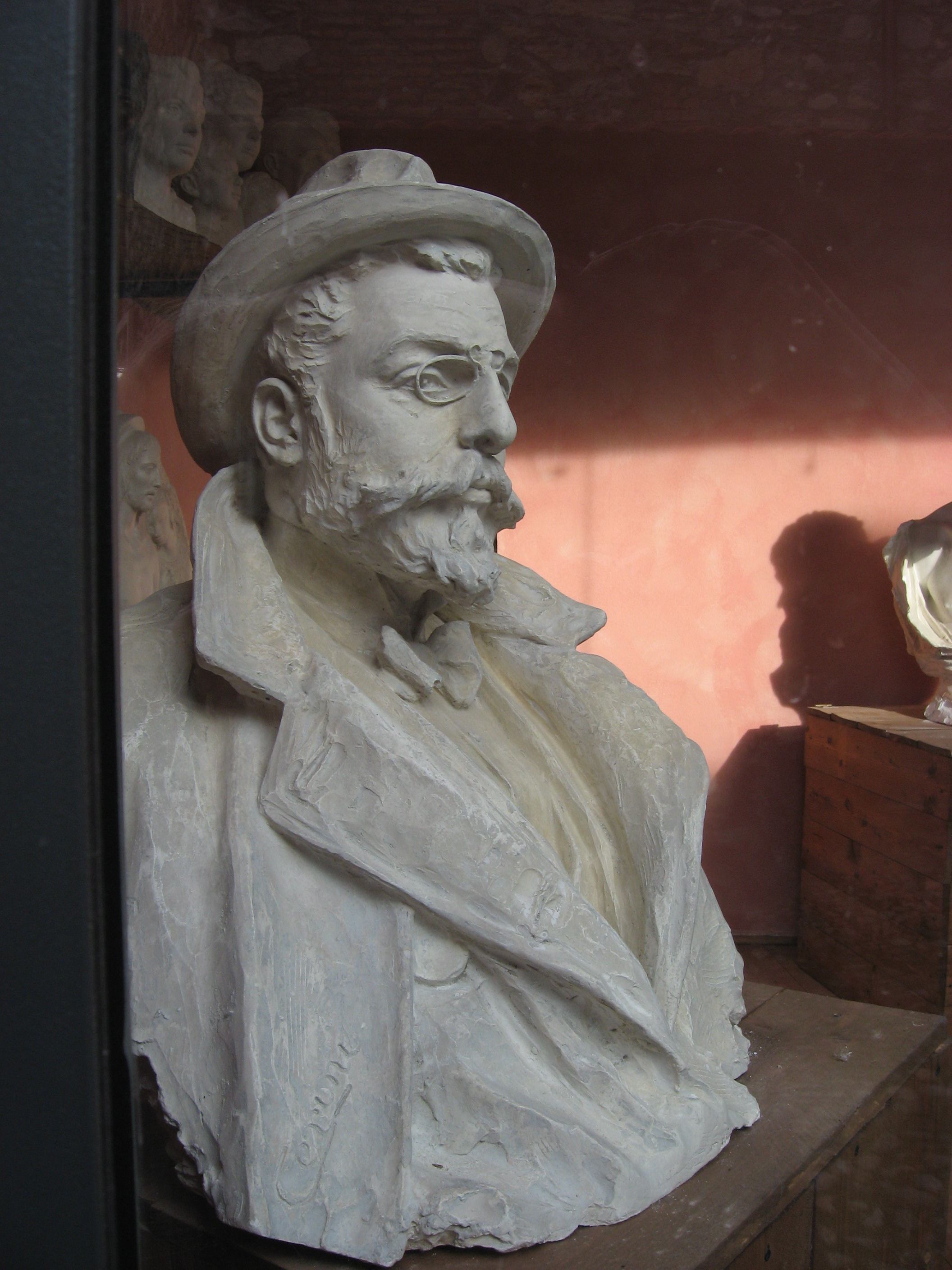
Opera in gesso di Giuseppe Vittorio Cerini

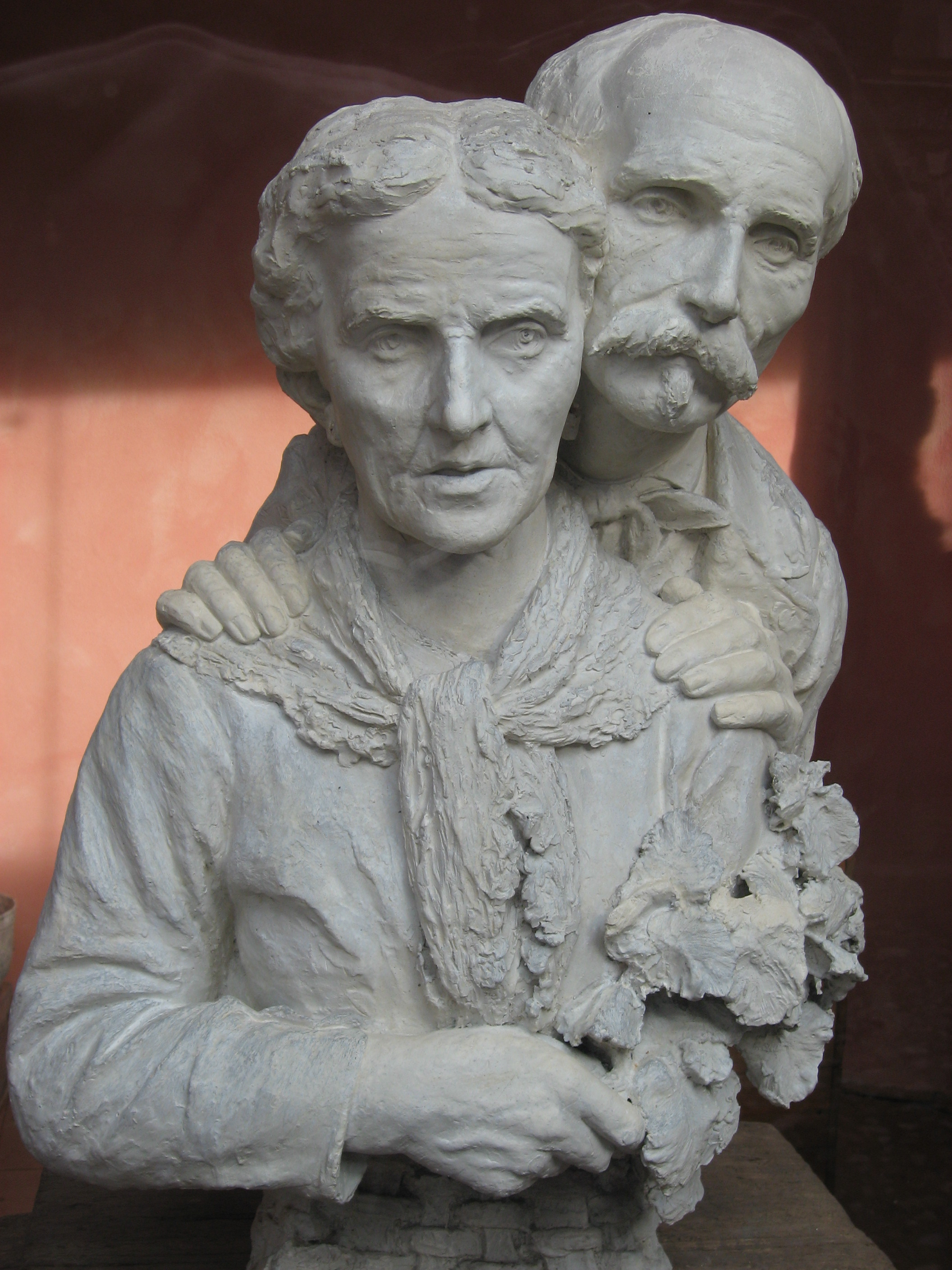
Ritratto dei genitori: opera in gesso di Giuseppe Vittorio Cerini

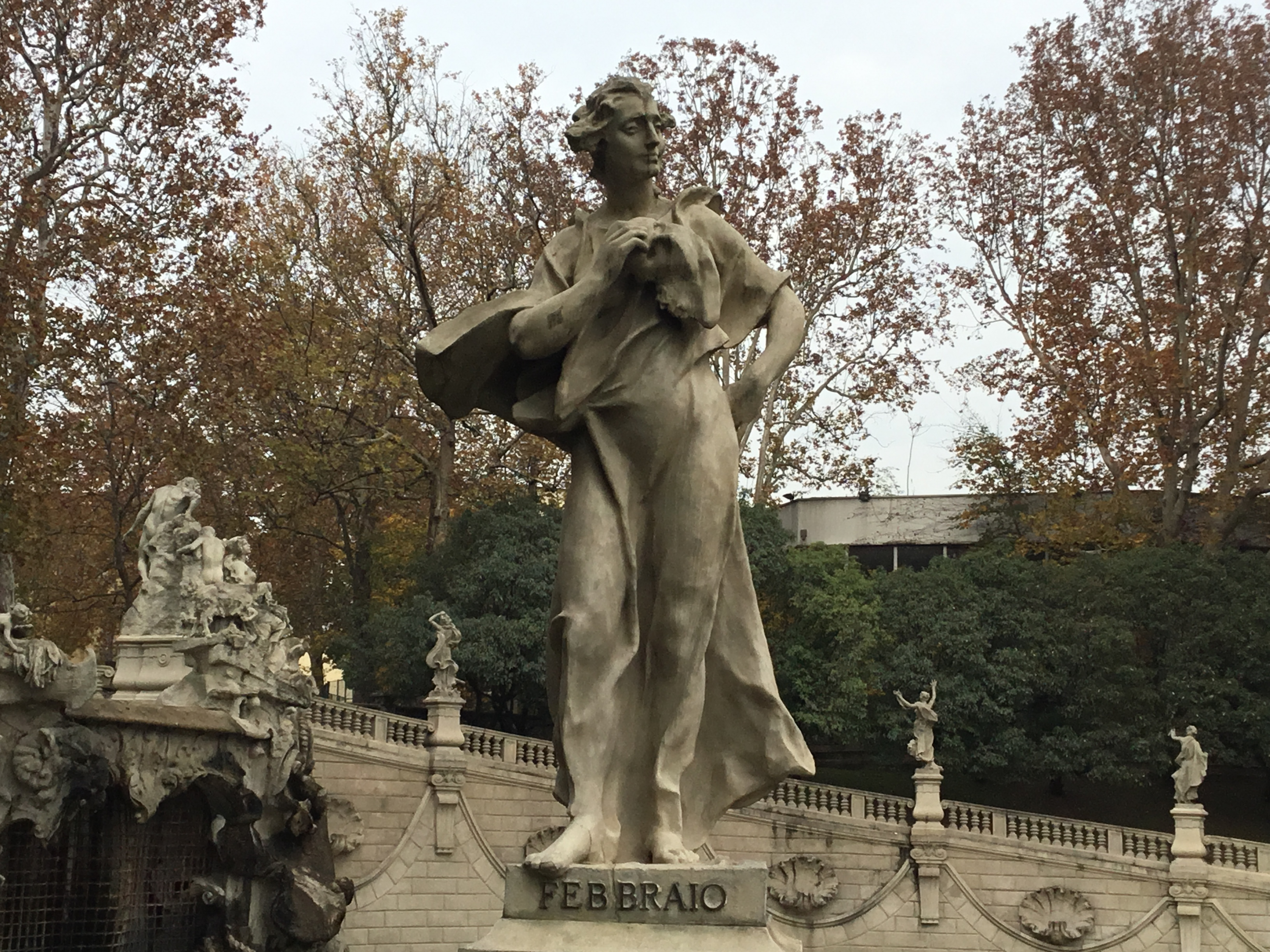
Fontana 12 mesi di Torino - Febbraio opera di Giuseppe Vittorio Cerini

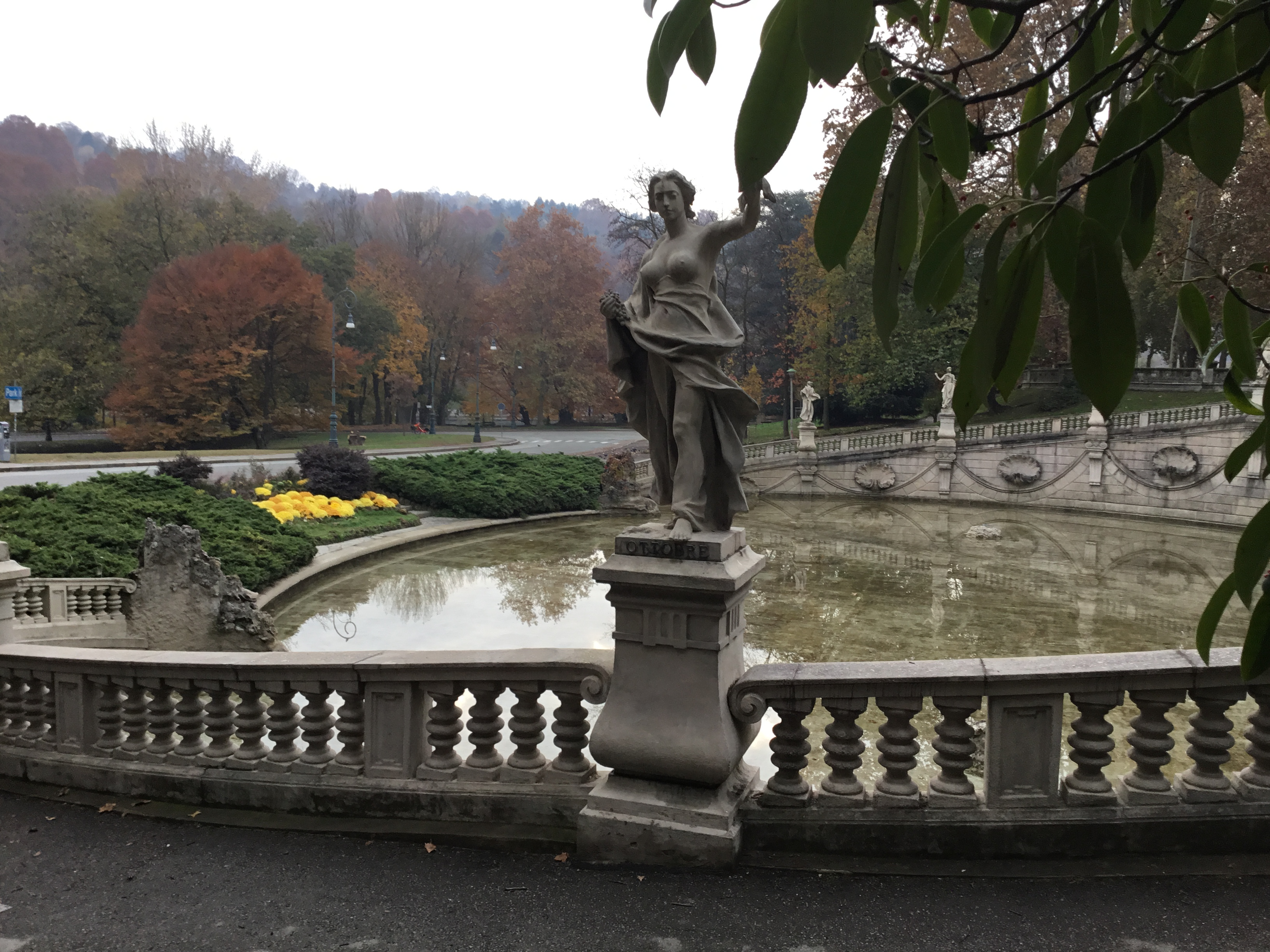
Fontana dei 12 mesi di Torino - Ottobre opera di Giuseppe Vittorio Cerini

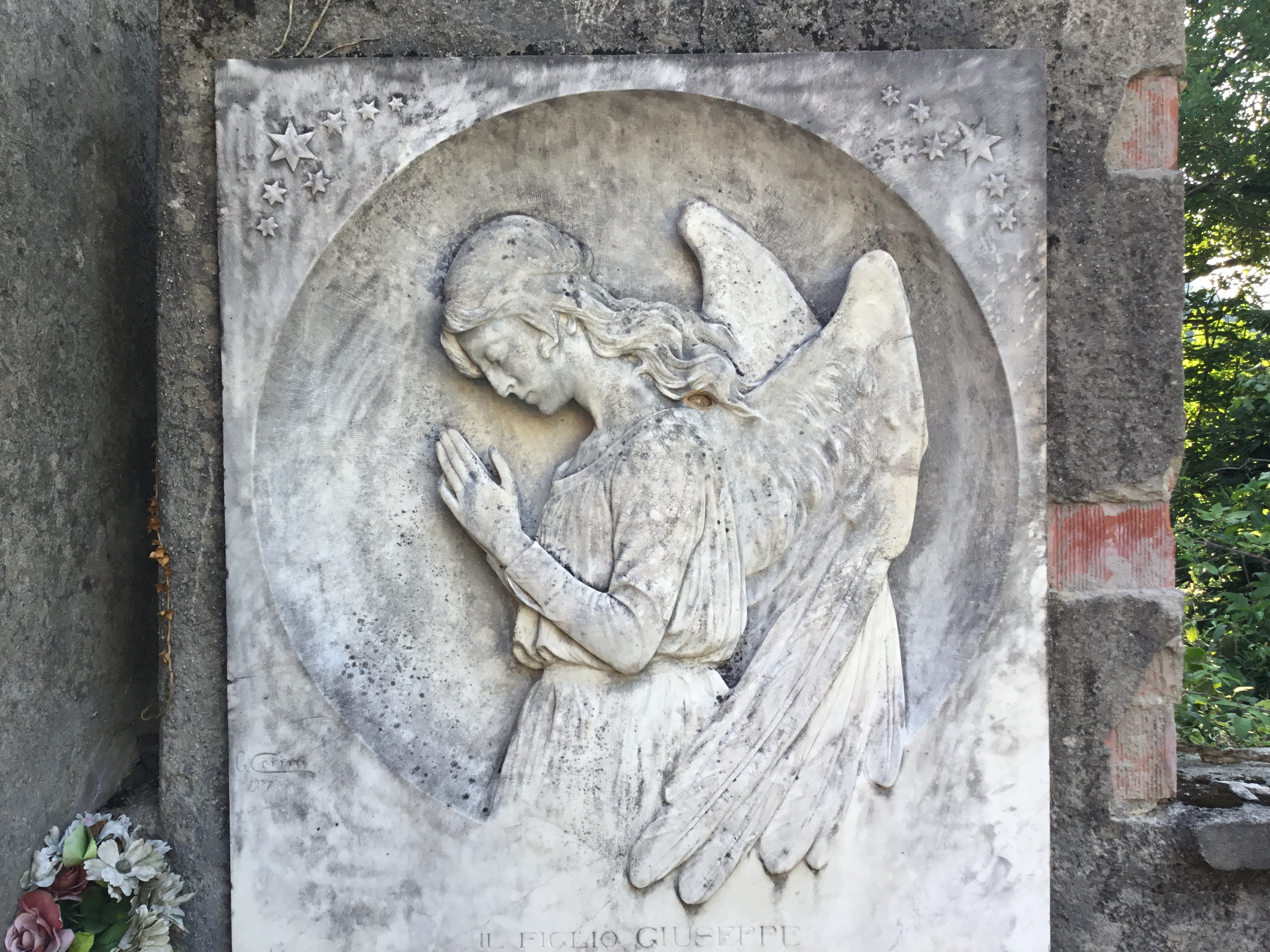
Giuseppe Vittorio Cerini - Angelo orante (Cimitero di Arcumeggia)

Giuseppe Vittorio Cerini (Arcumeggia, 27 maggio 1862 – Torino, 30 giugno 1935) è stato uno scultore italiano.

## Biografia
Di origini contadine, a undici anni inizia a lavorare presso un marmista, di un paese vicino. Dopo due anni si trasferisce a Milano, dove lavora presso un grande studio di decorazioni artistiche. Contemporaneamente frequenta i corsi dell'Accademia di Belle Arti di Brera, dove si perfeziona nel disegno. A diciannove anni si reca in Svizzera, dapprima a Ginevra e successivamente a Bienne, dove esegue un monumento. Si trasferisce poi a Torino e quindi a Cagliari e a Roma. Attorno al 1885 torna a Torino. Negli anni 1888-1891 frequenta i corsi dell'Accademia Albertina e diviene collaboratore di Odoardo Tabacchi e poi di Davide Calandra. Comincia a presentare sue opere alle mostre della Società Promotrice di Belle Arti di Torino. Presenta opere anche in mostre all'estero (a Londra, in Francia, in Belgio e ad Anversa). Nel 1889 esegue le opere scultoree “Ottobre” e “Febbraio” per la Fontana dei dodici mesi di Torino. Nel 1898 riceve l'incarico per l'esecuzione del monumento al colonnello Galliano, a Ceva. Nel 1904 esegue il busto di Silvio Pellico per il santuario torinese della Consolata.
Gran parte della sua attività è rivolta a produzioni funerarie commemorative e religiose, soprattutto a Torino, a Bra, a Virle e a San Benigno Canavese e nel Varesotto (Besozzo, Casalzuigno, Cittiglio, Cuvio, Duno, Gemonio, Caravate). Esegue, tra l'altro, il gruppo statuario “Cristo e i Profeti” nella chiesa di Gesù Nazareno, due angeli in bronzo per la chiesa di S. Alfonso e una statua di don Bosco per la chiesa di S. Gioacchino di Torino. Alcune sue opere vengono spedite in Francia e in Svizzera. Si reca per un breve periodo in Argentina ed alcune sue opere vengono eseguite a Buenos Aires. Nel 1904 viene nominato Cavaliere della Corona d'Italia da Vittorio Emanuele III. La sua produzione artistica è sempre rimasta fedele alle forme classiche, pervasa da un sentimento più mistico negli ultimi anni della sua vita.
Nella natia Arcumeggia si conservano opere nel cortile della casa natale, nella chiesa parrocchiale e nel cimitero.